# Herfried Sabitzer
Herfried Sabitzer (nascut el 19 d'octubre de 1969) és un jugador de futbol austríac ja retirat que va representar la selecció d'Àustria. És el pare del futbolista i també internacional austríac Marcel Sabitzer.

## Carrera de club
Nascut a Estiria, Sabitzer va començar la seva carrera professional a l'Alpine Donawitz i va marcar-hi 9 gols en la seva temporada de debut a la Bundesliga. Això li va valer un pas al SV Casino Salzburg on va formar una reeixida col·laboració amb Heimo Pfeifenberger abans de perdre el seu lloc en favor de Nikola Jurčević. El corpulent davanter es va traslladar al LASK Linz i, posteriorment, es va disputar la final de la Copa de la UEFA de 1994 que el Salzburg va perdre davant l'Internazionale. El 1995, es va incorporar al Grazer AK i va marcar un rècord de 15 gols la temporada 1997-1998, fet que li va valer un retorn a Salzburg. Després va perdre la final de la Copa d'Àustria l'any 2000, irònicament contra el GAK.
Durant la temporada 2000-2001 va passar a jugar al Bad Bleiberg de Segona Divisió i mitja temporada després va passar a l'SV Mattersburg. En la seva darrera temporada professional va marcar 12 gols i va assolir l'ascens del Mattersburg a la Bundesliga austríaca de futbol.
Posteriorment va acabar la seva carrera com a jugador al SC Kalsdorf.

## Carrera internacional
Va debutar amb Àustria el 1992 i va jugar-hi 6 partits, marcant un gol en la victòria per 7-0 de la classificació a la UEFA Euro 1996 contra Liechtenstein el 26 d'abril de 1995. El seu darrer partit internacional va ser un partit amistós el març de 1997 contra Eslovènia.

### Gols com a internacional
Els resultats i els resultats indiquen primer el nombre de gols d'Àustria.
| No | Data               | Lloc                             | Oponent       | Marcador | Resultat | Competició                        |
| -- | ------------------ | -------------------------------- | ------------- | -------- | -------- | --------------------------------- |
| 1. | 26 d'abril de 1995 | Stadion Lehen, Salzburg, Àustria | Liechtenstein | 4 –0     | 7–0      | Classificació per l'Eurocopa 1996 |